# Duankang
Duankang, även kallad Gemålen Jin och Damen Tatala, född 1873, död 1924, var en kinesisk änkekejsarinna, gift med Guangxu-kejsaren. Hon var inte kejsarinna utan den näst högst rankade gemålen och som sådan kallad Gemålen Jin. När Guangxu-kejsarens högst rankade maka dog 1913, blev hon dock den högsta rankade av hans kvarlevande änkor. Som sådan fick hon högst rang bland kejsarhusets kvinnliga medlemmar och titeln Änkekejsarinnan Duankang.

## Biografi
Duankang var dotter till Zhangxu, viceminister över riterna, och medlem av manchuklanen Tatala av det Röda baneret bland de Åtta baneren. Hon blev gift med Guangxu-kejsaren år 1888 tillsammans med sin syster Zhen, som dock fick längre rang än henne och blev konkubin. Guangxu-kejsaren tyckte dock bättre om Zhen. När kejsarhovet flydde till Xian under boxarupproret 1900 blev hon kvarglömd i Peking men blev räddad av en prins, som hämtade henne i efterhand. Hennes syster blev vid samma tillfälle dränkt i en brunn.
1908 dog Guangxu-kejsaren och efterträddes av Puyi, och hon blev en av den förre kejsarens två änkor med titeln änkegemål, medan Longyu blev änkekejsarinna. Tillsammans med tre av Tongzhi-kejsarens konkubiner blev hon och Longyu adoptivmor till kejsar Puyi. Vid Longyus död 1913 blev hon kejsarhuset "första dam" och fick titeln änkekejsarinna.
Det var till stor del p.g.a. den utskällning som hon gav kejsar Puyis mor Youlan över kejsarens uppförande vid en offentlig audiens 1921, som Youlan begick självmord. Puyi uppger att hon betraktade änkekejsarinnan Cixi som ett ideal och att hon ofta gjorde honom arg med sin stränghet, men att hon blev snällare mot honom efter hans mors död. När Puyi skulle gifta sig 1922, föredrog hon Wanrong medan änkegemål Jingyi föredrog Wenxiu, som också var Puyis val. Hon tvingade dock Puyi att välja Wanrong till kejsarinna.
Duankang avled strax innan det före detta kejsarhuset beordrades att lämna den förbjudna staden.   